# 野澤正雄
野澤 正雄（のざわ まさお、1906年8月26日－1994年11月18日）は、広島県出身の元サッカー選手、日本代表選手（全日本）。野澤晁、野澤信韶は実弟。

## 来歴
同級の手島志郎らと共に広島高等師範学校附属中学（現広島大学附属高校）から1925年、創設間もない旧制広島高校（現広島大学総合科学部）に進学。1926年、東京帝大主催による旧制高校の全国大会、第3回全国高等学校ア式蹴球大会（インターハイ）では、ハーフバック(HB)・主将として1、2年生チームをまとめ準優勝。1928年の第5回大会では優勝に導いた。幅広い動きは当代随一と評され前線の手島らに好パスを供給し、全4試合で合計25得点を挙げる原動力となった。ユニフォームの色から"広高の赤シャツ"と相手チームに恐れられ決勝は8-1と若林竹雄らのいた旧制松山高校（現愛媛大学文理学部）を降した。この年のチームはインターハイ史上最強チームといわれた。
その後、東京帝国大学農学部に進学し、東京大学ア式蹴球部で竹腰重丸、手島、若林、高山忠雄らと関東大学リーグ連覇、東大黄金期に貢献した。また、若林と共に招かれて湘南中学を指導した。
1930年、それまでの単独チームではなく、日本蹴球協会が大掛かりな選考を経て初めて編成した全日本選抜（日本代表）に選出される。ここでもハーフバックとして第9回極東選手権大会(東京)の国際Aマッチ2試合にフル出場し竹腰、手島、若林、竹内悌三ら共に日本の国際大会初優勝に貢献した。
その後の経歴は不明。
野澤晁、野澤信韶（松山高校-京都帝大）は実弟で、兄弟3人が国際大会の代表になった例は他にないという。

## 所属クラブ
- 広島高師附属中学
- 広島高等学校
- 東京帝国大学

## 代表歴

### 出場大会
- 第9回極東選手権大会

### 試合数
- 国際Aマッチ 2試合 0得点(1930)

| 日本代表 | 国際Aマッチ | 国際Aマッチ | その他 | その他 | 期間通算 | 期間通算 |
| 年       | 出場        | 得点        | 出場   | 得点   | 出場     | 得点     |
| -------- | ----------- | ----------- | ------ | ------ | -------- | -------- |
| 1930     | 2           | 0           | 0      | 0      | 2        | 0        |
| 通算     | 2           | 0           | 0      | 0      | 2        | 0        |

### 出場
| No. | 開催日         | 開催都市 | スタジアム         | 対戦相手   | 結果 | 監督     | 大会       |
| --- | -------------- | -------- | ------------------ | ---------- | ---- | -------- | ---------- |
| 1.  | 1930年05月25日 | 東京都   | 明治神宮外苑競技場 | フィリピン | ○7-2 | 鈴木重義 | 極東選手権 |
| 2.  | 1930年05月29日 | 東京都   | 明治神宮外苑競技場 | 中華民国   | △3-3 | 鈴木重義 | 極東選手権 |